# 初雪 (初代神風型駆逐艦)
|          |                                                                                  |
| 艦歴     |                                                                                  |
| 計画     | 明治37年度臨時軍事費                                                             |
| 起工     | 1905年9月11日                                                                    |
| 進水     | 1906年3月8日                                                                     |
| 就役     | 1906年5月17日                                                                    |
| その後   | 1912年8月28日三等駆逐艦 1924年12月1日掃海艇編入 1928年7月6日廃駆逐艦第17号と仮称 |
| 除籍     | 1928年4月1日                                                                     |
| 廃船     | 1929年1月31日                                                                    |
| 性能諸元 |                                                                                  |
| 排水量   | 常備：381t 満載：450t                                                            |
| 全長     | 69.2メートル                                                                     |
| 全幅     | 6.6メートル                                                                      |
| 吃水     | 1.8メートル                                                                      |
| 機関     | レシプロエンジン2基2軸、6,000hp                                                  |
| 最大速力 | 29ノット                                                                         |
| 航続距離 | 11ノット/850カイリ                                                               |
| 乗員     | 70人                                                                             |
| 兵装     | 80mm（40口径）単装砲 2門 80mm（28口径）単装砲 4門 450mm魚雷発射管 2門            |

初雪（はつゆき）は、大日本帝国海軍の駆逐艦で、神風型駆逐艦 (初代)の25番艦である。同名艦に吹雪型駆逐艦（特I型）の「初雪」があるため、こちらは「初雪 (初代)」や「初雪I」などと表記される。

## 艦歴
1905年（明治38年）2月15日、命名（製造番号第25号）。同年9月11日、横須賀海軍工廠で起工。1906年（明治39年）3月8日進水。翌日（3月9日）附で駆逐艦に類別。同年5月17日、竣工。
1924年（大正13年）12月1日、掃海艇に編入。1928年（昭和3年）4月1日、除籍。同年7月6日、廃駆逐艦第17号と仮称。1929年（昭和4年）1月31日、廃船。

## 艦長
※『日本海軍史』第9巻・第10巻の「将官履歴」及び『官報』に基づく。
駆逐艦長
- 渡辺真吾 少佐：1906年5月10日 - 10月25日
- 小泉親治 大尉：1906年10月25日 - 1907年9月28日
- 東条政二 大尉：1907年9月28日 - 1908年3月3日
- 吉永武之 大尉：1908年3月3日 - 1909年5月25日
- 森山明 大尉：1909年5月25日 - 10月25日
- 徳田伊之助 大尉：1909年10月25日 - 12月1日
- （兼）伊東真三郎 大尉：1909年12月1日 - 1910年12月1日
- 鈴木武雄 大尉：1910年12月1日 - 1911年3月8日
- 小栗信一 大尉：1911年3月8日 - 12月1日
- 田辺栄次郎 少佐：1911年12月1日 - 1912年12月1日
- 大谷箭太郎 大尉：1912年12月20日 - 1913年5月24日
- 酒井重之助 少佐：1913年5月24日 - 1913年12月1日
- 中山友次郎 少佐：1913年12月1日 - 1914年12月15日
- 神谷京 大尉：1914年12月15日 - 1916年9月12日
- （兼）坪井丈左衛門 大尉：1916年9月12日 - 12月1日
- 中島直熊 大尉：1916年12月1日 - 1918年12月1日[7]
- 保村禎一 大尉：1918年12月1日[7] - 1919年12月1日[8]
- 野田謙三 大尉：1919年12月1日 - 1920年2月21日
- 柏木英 大尉：1920年2月21日 - 1920年12月1日
- 奥本武夫 大尉：1920年12月1日[9] - 1921年2月5日[10]
- 千葉慶蔵 大尉：1921年2月5日 - 1922年1月10日[11]
- 太田泰治 少佐：1922年1月10日 - 1922年12月1日
- 阿部弘毅 大尉：1922年12月1日 - 1923年5月10日
- （兼）長谷部喜蔵 大尉：1923年5月10日[12] -

掃海艇長
- 園田昇 大尉：1924年12月1日[13] - 1925年12月1日[14]
- 益田康彦 大尉：1925年12月1日[14] - 1926年12月1日[15]